# Dirges of Elysium
Dirges of Elysium è il decimo album in studio del gruppo musicale death metal Incantation, pubblicato nel 2014 dalla Listenable Records.

## Tracce
1. Dirges of Elysium – 2:12
2. Debauchery – 4:03
3. Bastion of a Plagued Soul – 2:40
4. Carrion Prophecy – 4:29
5. From a Glaciate Womb – 7:38
6. Portal Consecration – 3:17
7. Charnel Grounds – 2:17
8. Impalement of Divinity – 3:44
9. Dominant Ethos – 2:42
10. Elysium (Eternity Is Nigh) – 16:23

## Formazione
- John McEntee - chitarra, voce
- Chuck Sherwood - basso
- Alex Bouks - chitarra
- Kyle Severn - batteria